# 넋 (영화)
"넋"은 한국에서 제작된 권철휘 감독의 1973년 영화이다. 윤양하 등이 주연으로 출연하였고 김용덕 등이 제작에 참여하였다.

## 출연

### 주연
- 윤양하
- 신숙
- 최봉